# Каплаушенко Михайло Федорович
Михайло Федорович Каплаушенко (нар. 1921, місто Золотоноша, тепер Черкаської області — ?) — український радянський діяч, 1-й секретар Смілянського районного комітету КПУ Черкаської області, заступник голови виконавчого комітету Черкаської обласної ради депутатів трудящих. Депутат Верховної Ради УРСР 7-го скликання.

## Біографія
Служив у Червоній армії, учасник німецько-радянської війни.
Член ВКП(б) з 1942 року.
Перебував на відповідальній партійній роботі.
На 1958 рік — 2-й секретар Канівського районного комітету КПУ Черкаської області. 
До 1962 року — 1-й секретар Смілянського районного комітету КПУ Черкаської області. У 1962—1965 роках — секретар партійного комітету Смілянського територіального виробничого колгоспно-радгоспного управління Черкаської області.  З 1965 року — 1-й секретар Смілянського районного комітету КПУ Черкаської області.
З кінця 1960-х до середини 1970-х років — заступник голови виконавчого комітету Черкаської обласної ради депутатів трудящих.
У 1970-х роках — начальник Черкаського обласного поліграфвидаву.
Потім — на пенсії у місті Черкасах.

## Нагороди
- орден «Знак Пошани» (26.02.1958)
- орден Вітчизняної війни І ст. (6.11.1985)
- медалі